# エイヴォン伯爵
エイヴォン伯爵（Earl of Avon）は、連合王国貴族の伯爵位。元首相のアンソニー・イーデンが1961年に叙されたのに始まり、2代エイヴォン伯爵ニコラス・イーデンが1985年に継承者なく死去したことにより廃絶した。

## 歴史

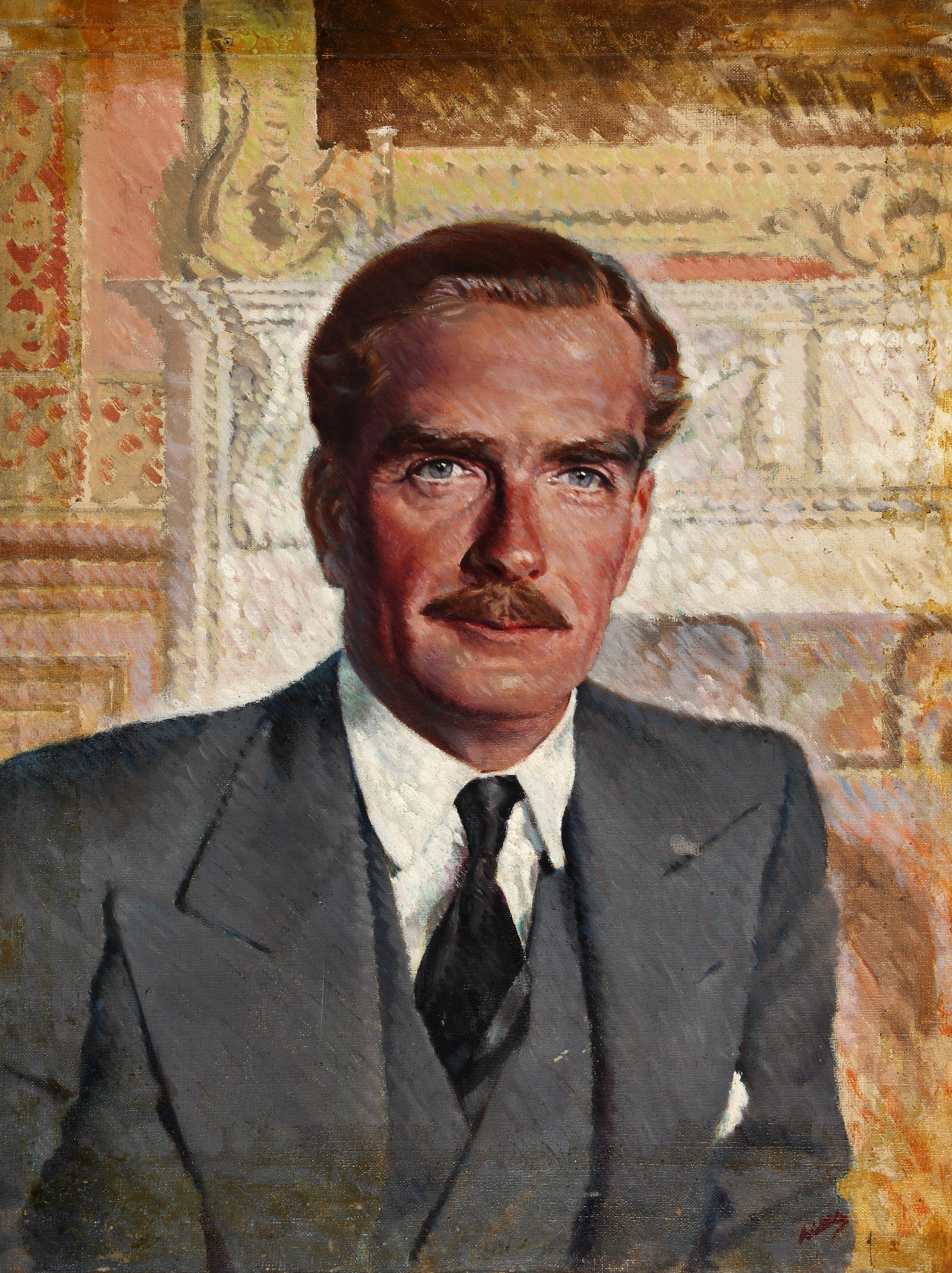
初代エイヴォン伯爵アンソニー・イーデン

第7代準男爵サー・ウィリアム・イーデンの三男で、保守党の政治家として栄進し、1955年から1957年にかけて英国首相を務めたアンソニー・イーデン(1897–1977)は、首相退任後の1961年7月12日に連合王国貴族爵位エイヴォン伯爵(Earl of Avon)とウォーリック州におけるロイヤル・レミントン・スパのイーデン子爵(Viscount Eden, of Royal Leamington Spa in the County of Warwick)に叙せられた。
初代伯には男子が二人あったが、長男サイモン・ガスコイン・イーデン(Simon Gascoyn Eden, 1924-1945)は未婚のまま第二次世界大戦のビルマ戦線で戦死していたため、次男ニコラス・イーデン(1930–1985)が2代伯を襲爵した。しかし彼も結婚せず、子供がなかったため、彼の死去と共に爵位は廃絶した。

## エイヴォン伯爵 (1961年)
- 初代エイヴォン伯爵ロバート・アンソニー・イーデン(Robert Anthony Eden, 1897–1977)
- 2代エイヴォン伯爵ニコラス・イーデン (Nicholas Eden, 1930–1985)